# 雷夫罗
雷夫罗（法語：Reyvroz，法語發音：[ʁɛvʁo]）是法国上萨瓦省的一个市镇，属于托农莱班区。

## 地理
雷夫罗（46°19'33"N, 6°33'36"E）面积9.82 平方千米，位于法国奥弗涅-罗讷-阿尔卑斯大区上萨瓦省，该省份为法国东部省份，历史上为薩伏依的一部分，北与瑞士接壤，西接安省，南至萨瓦省，东与瑞士和意大利接壤。
与雷夫罗接壤的市镇（或旧市镇、城区）包括：费泰尔讷、瓦伊。

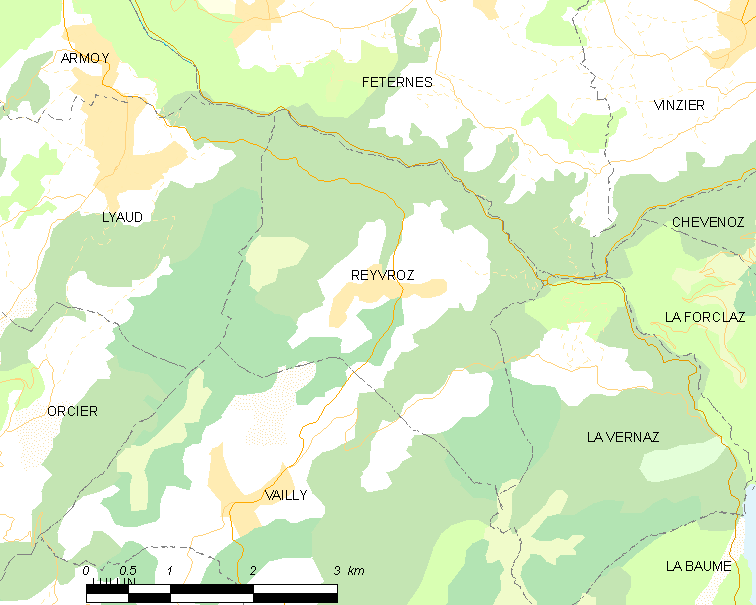
雷夫罗的OSM定位图

雷夫罗的时区为UTC+01:00、UTC+02:00（夏令时）。

## 行政
雷夫罗的邮政编码为74200，INSEE市镇编码为74222。

## 政治
雷夫罗所属的省级选区为托农莱班县。

## 人口

1962-2008年间雷夫罗人口变化图示

雷夫罗于2022年1月1日时的人口数量为498人。